# Alberto Ramírez Dioses
Alberto Ramírez Dioses (Talara, 5 novembre 1968) è un ex calciatore peruviano, di ruolo attaccante.